# Koninklijke HFC
Der Koninklijke Haarlemsche Football Club (Royal Haarlem Football Club) ist ein niederländischer Fußballverein aus Haarlem. Es ist der älteste existierende Verein im niederländischen Fußball, der 1879 von Pim Mulier gegründet wurde. In den Anfangsjahren des Vereins spielte die Mannschaft nur Rugby, wechselte dann aber aufgrund finanzieller Probleme zum Verbandsfußball. Das erste offizielle Fußballspiel in den Niederlanden wurde 1886 zwischen dem HFC und Amsterdam Sport ausgetragen.
Der Verein spielt derzeit in der Tweede Divisie, einer semiprofessionellen Stufe, die für die Saison 2016/17 neu gegründet wurde und die dritte Liga der niederländischen Fußballpyramide ist.

## Geschichte

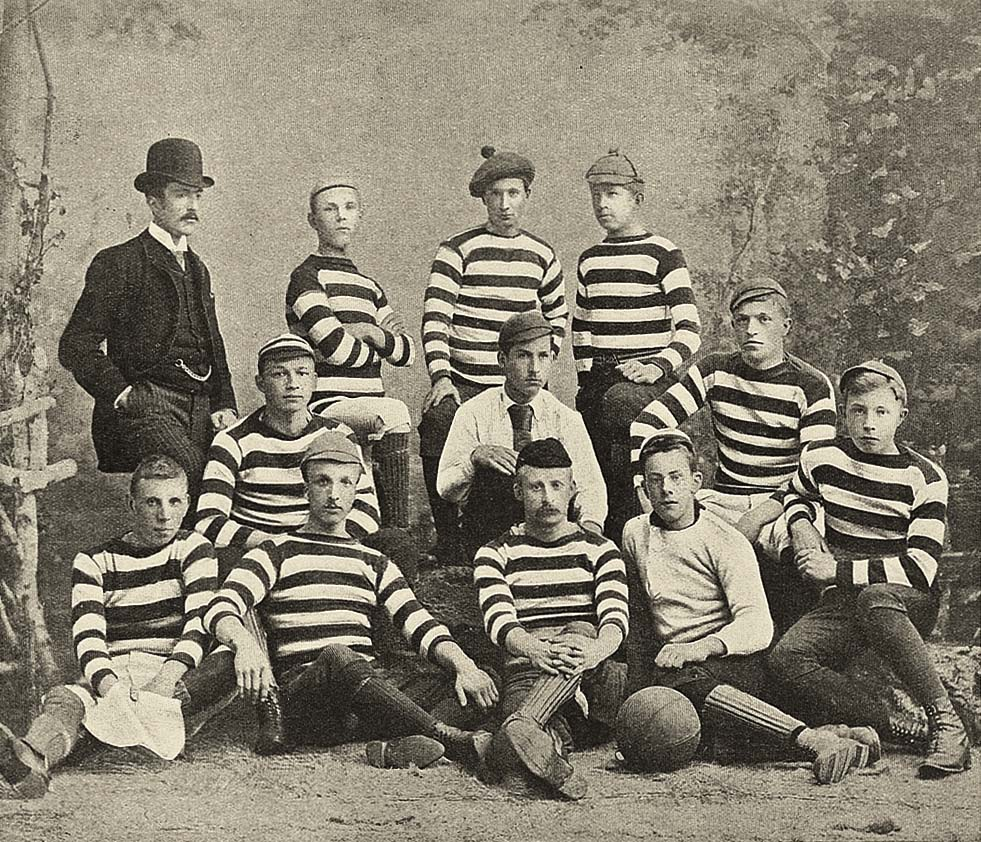
Historisches Mannschaftsfoto

Der Koninklijke HFC war der erste niederländische Rugbyverein, der am 15. September 1879 von dem 14-jährigen Pim Mulier gegründet wurde, der 1870 zum ersten Mal mit dem Sport in Berührung kam. 1883 wechselte der HFC jedoch zum Verbandsfußball.
1899 zogen sie von ihrem ursprünglichen Boden "De Koekamp" in die "Spanjaardslaan", wo sie bis heute ihre Heimspiele austragen. Zu dieser Zeit war die Spanjaardslaan (Spaniergasse), die Ost-West-Straße am Südrand des ältesten öffentlichen Parks der Niederlande, Teil der Nachbarstadt Heemstede, wechselte aber 1927 wieder zu Haarlem.
Die niederländische Fußballnationalmannschaft hat zwei Länderspiele an der Spanjaardslaan ausgetragen. Beide Spiele fanden gegen Belgien statt, was zu einer 2:1-Niederlage und einem 7:0-Sieg führte. In der Vergangenheit hat der HFC mehrere Spieler in die niederländische Fußballnationalmannschaft entsandt. Von diesen Spielern erhielt Torhüter Gejus van der Meulen mit 54 die meisten Länderspiele. Derzeit spielt sein Enkel noch für den HFC.
Bevor die niederländische Meisterschaft offiziell gegründet wurde, gewann der HFC drei inoffizielle nationale Titel:
- 1889–1890
- 1892–1893
- 1894–1895

Dreimal in der Vereinsgeschichte haben sie den KNVB-Pokal gewonnen (1904, 1913 und 1915). Im Pokalwettbewerb von 1903–1904 schlug der HFC VVV aus Amsterdam mit 25:0, was immer noch ein Rekordergebnis im niederländischen Pokalwettbewerb ist.
Der Verein wurde 1959, 80 Jahre nach der Vereinsgründung, als Koninklijk (Königlich) ernannt. Seit 1923 spielt die erste Mannschaft von HFC das Eröffnungsspiel eines neuen Jahres gegen eine Auswahl ehemaliger niederländischer Nationalspieler am 1. Januar.

## Bekannte Spieler
14 Spieler des HFC wurden in Spielen der Nationalmannschaft eingesetzt
- Gejus van der Meulen, 1924–1934, 54 Länderspiele
- Mannes Francken, 1906–1914, 22 Länderspiele
- Ben Verweij, 1919–1924, 11 Länderspiele
- Dick Sigmond, 1923–1927, 6 Länderspiele
- Frits Kuipers, 1920–1923, 5 Länderspiele
- Pieter Boelmans ter Spill, 1907, 3 Länderspiele
- Cees ten Cate, 1912, 3 Länderspiele
- Ben Stom, 1907–1908, 2 Länderspiele für den HFC (außerdem 7 Einsätze für die Militärmannschaft CVV Velocitas Breda)
- Louis van Gogh, 1907, 2 Länderspiele
- Henk Wamsteker, 1929, 1 Länderspiel für den HFC (außerdem 1 Einsatz für Ajax Leiden)
- Jacques Francken, 1914, 1 Länderspiel
- Max Henny, 1907, 1 Länderspiel
- Dolf van der Nagel, 1914, 1 Länderspiel